# Pterocarpus
Pterocarpus ist eine Pflanzengattung in der Unterfamilie der Schmetterlingsblütler (Faboideae) innerhalb der Familie der Hülsenfrüchtler (Fabaceae).
Einige Pterocarpus-Arten werden auch Sandelholzbäume oder Flügelfruchtbäume genannt, aber beide Trivialnamen werden auch für Arten anderer Gattungen verwendet: Sandelholzbäume für Arten aus der Familie der Sandelholzgewächse (Santalaceae), Flügelfruchtbäume für Arten der Familie der Flügelfruchtgewächse (Dipterocarpaceae). Flügelfrucht ist ein Begriff für geflügelte Diasporen (Verbreitungseinheiten), die vom Wind transportiert werden, siehe Meteorochorie.

## Beschreibung

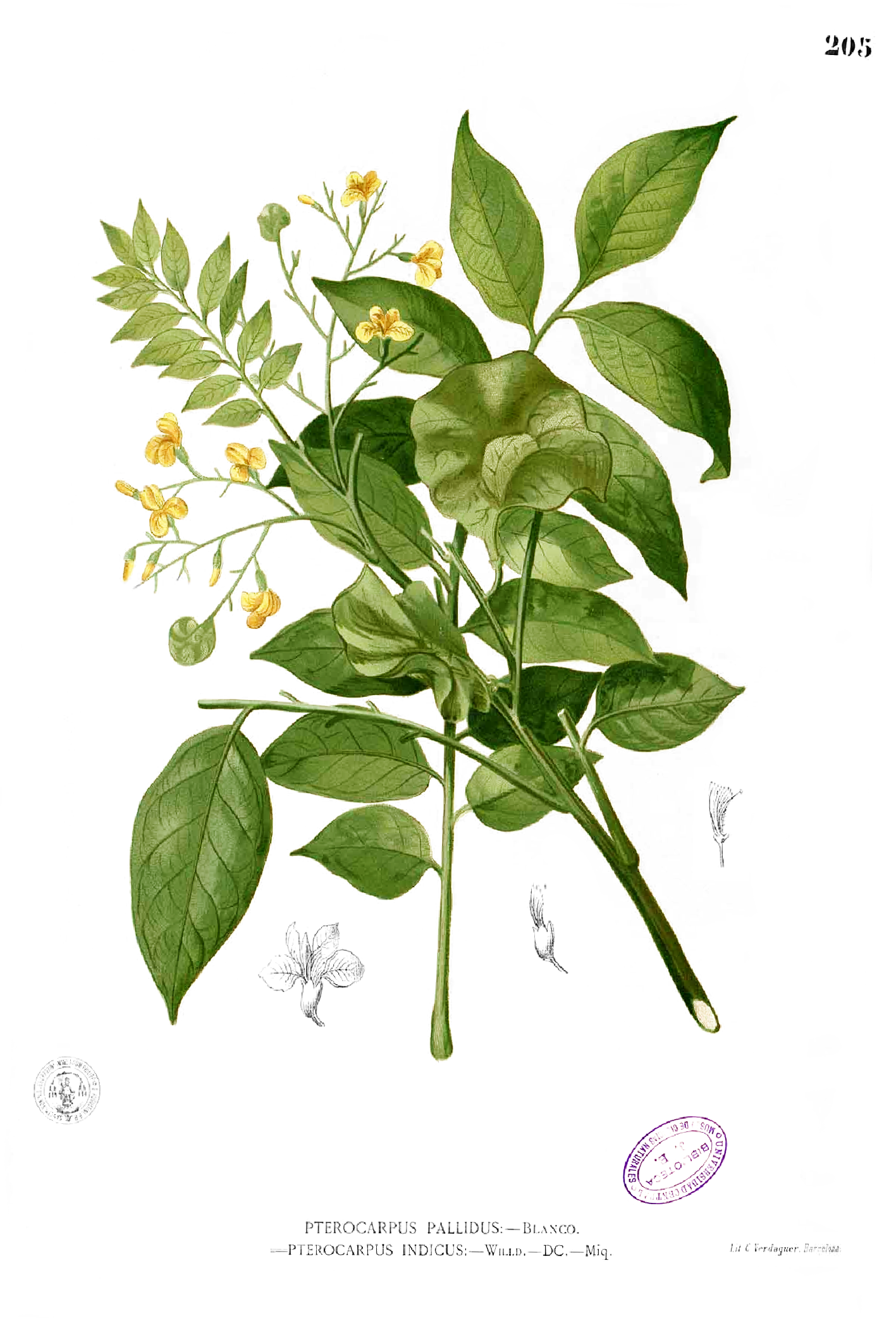
Illustration aus Francisco Manuel Blanco: Flora de Filipinas … von Pterocarpus indicus

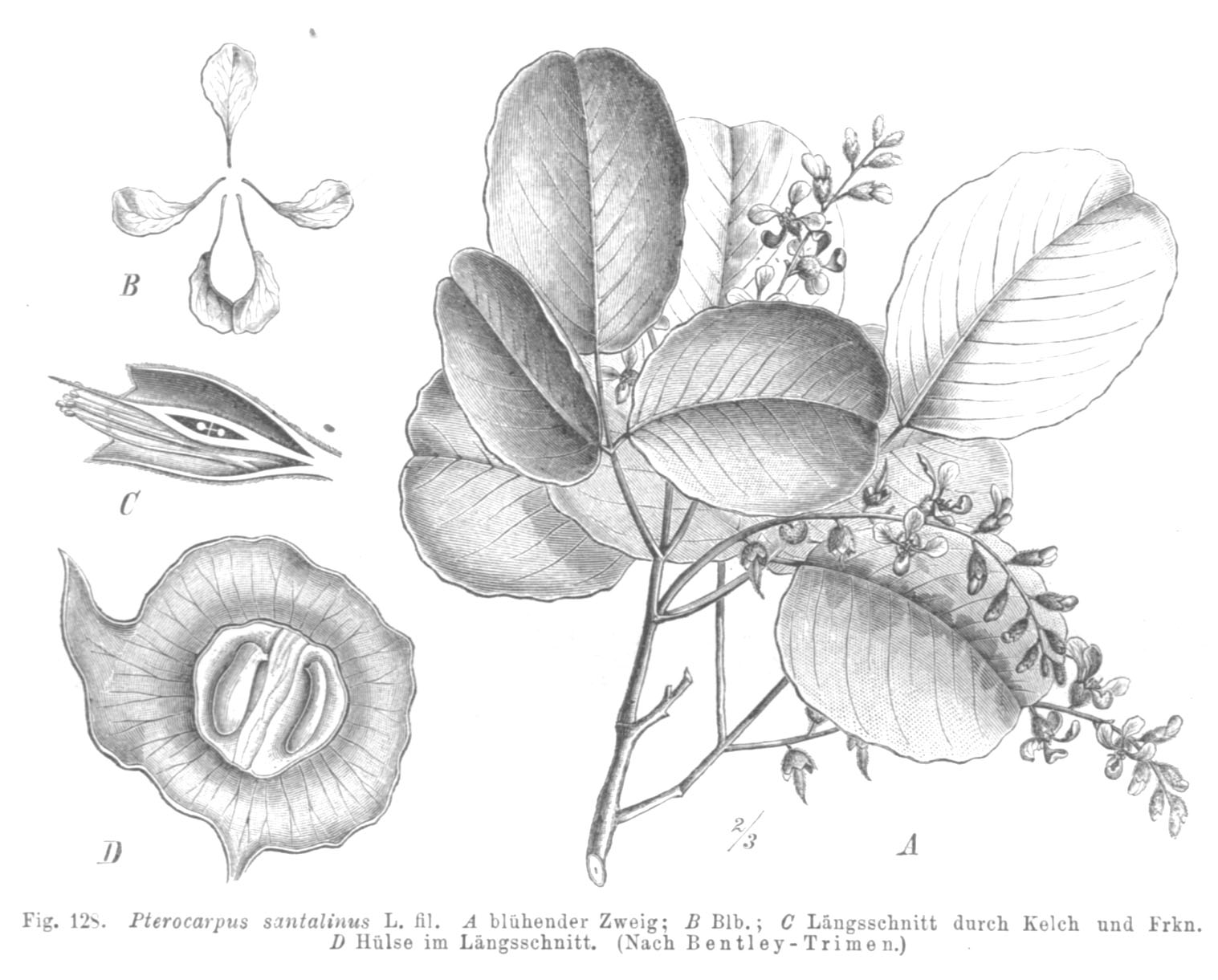
Illustration von Pterocarpus santalinus mit Detaildarstellungen unter anderem der Frucht

### Erscheinungsbild und Blätter
Die Pterocarpus-Arten wachsen als immergrüne bis laubabwerfende Bäume, selten Sträucher. Aus dem inneren Bereich tritt bei Verletzungen ein roter Saft aus. Viele der Arten bilden oft mächtige Brettwurzeln aus. Viele Arten führen in ihrem Holz und der Rinde ein rotes Kino. Sie werden darum im Englischen auch als Bloodwood bezeichnet. 
Die unpaarig gefiederten Laubblätter sind bis zu 50 Zentimeter lang. Die Fiederblättchen stehen wechselständig bis fast gegenständig an der Blattrhachis. Es sind Nebenblätter vorhanden.

### Blütenstände und Blüten
Es werden end- oder seitenständige, traubige oder rispige Blütenstände gebildet. Die Hochblätter sind nur klein.
Die zwittrigen Blüten sind zygomorph und fünfzählig mit doppelter Blütenhülle. Die fünf Kelchblätter sind zu einem glockenförmigen Kelch verwachsen, mit unterschiedlichen Kelchzähnen, von denen die oberen beiden mehr oder weniger verwachsen sind. Die Blütenkronen besitzen den typischen Aufbau der Schmetterlingsblüten. Die fünf Kronblätter sind gelb bis orangefarben. Die Fahne ist breit-eiförmig bis fast rund. Das Schiffchen ist kürzer als die beiden Flügel. Die beiden Kronblätter des Schiffchens sind höchstens wenig verwachsen. Es sind neun der zehn Staubblätter röhrig verwachsen oder die zehn Staubblätter stehen in zwei Gruppen zusammen. Das einzelne Fruchtblatt besitzt nur wenige Samenanlagen. Die Narbe ist klein.

### Früchte und Samen
Die verholzten, kreisförmigen Hülsenfrüchte (Flügelfrüchte) bestehen aus einem meist nur einen, selten bis zu drei Samen enthaltenden, unterschiedlich dicken, zentralen Bereich und einem breiten ihn umgebenden Flügel; bei manchen Arten fällt der Flügel etwas kleiner aus. Diese Hülsenfrüchte öffnen sich nicht selbstständig. Der Samen besitzt ein kleines Hilum.

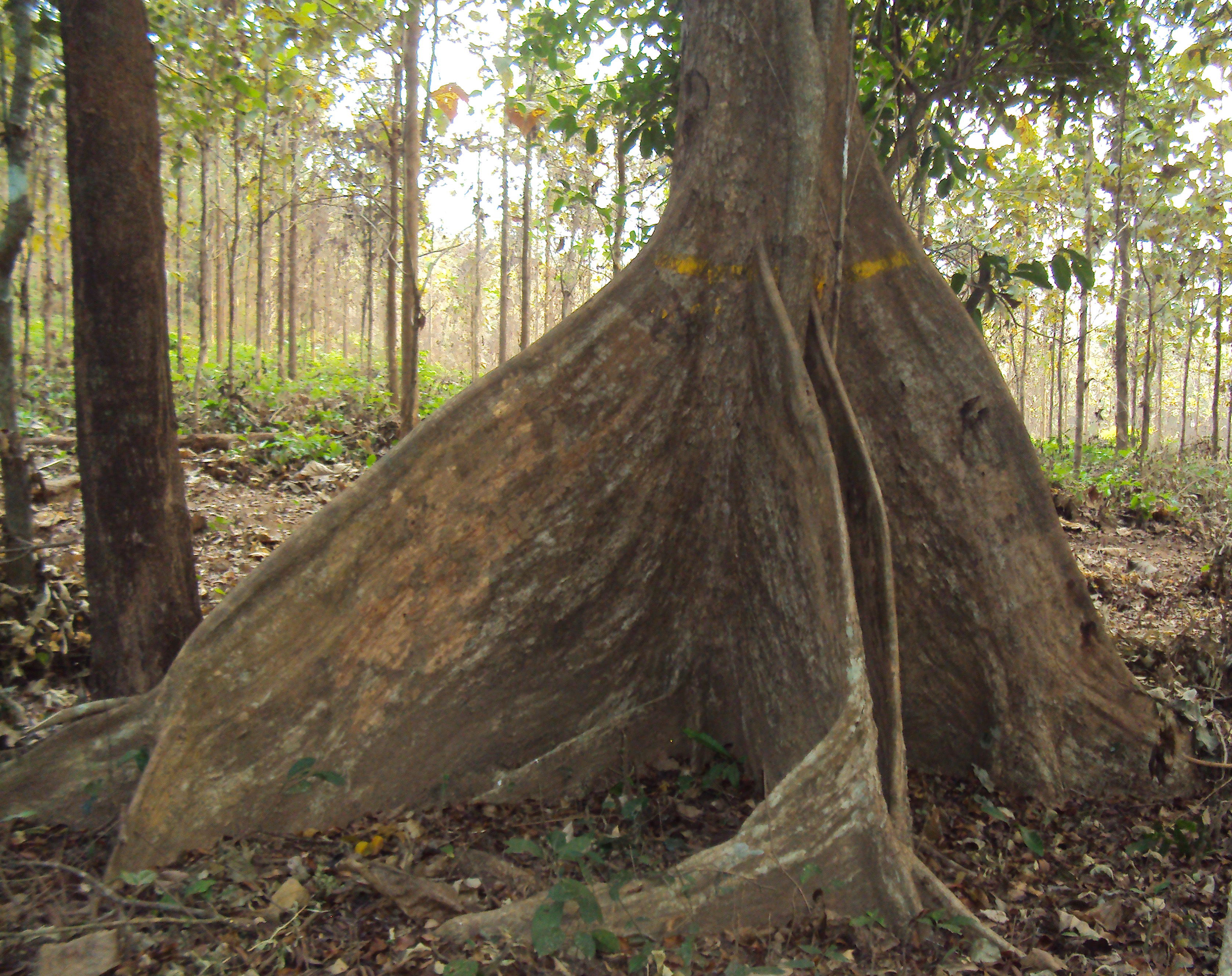
Brettwurzeln von Pterocarpus dalbergioides

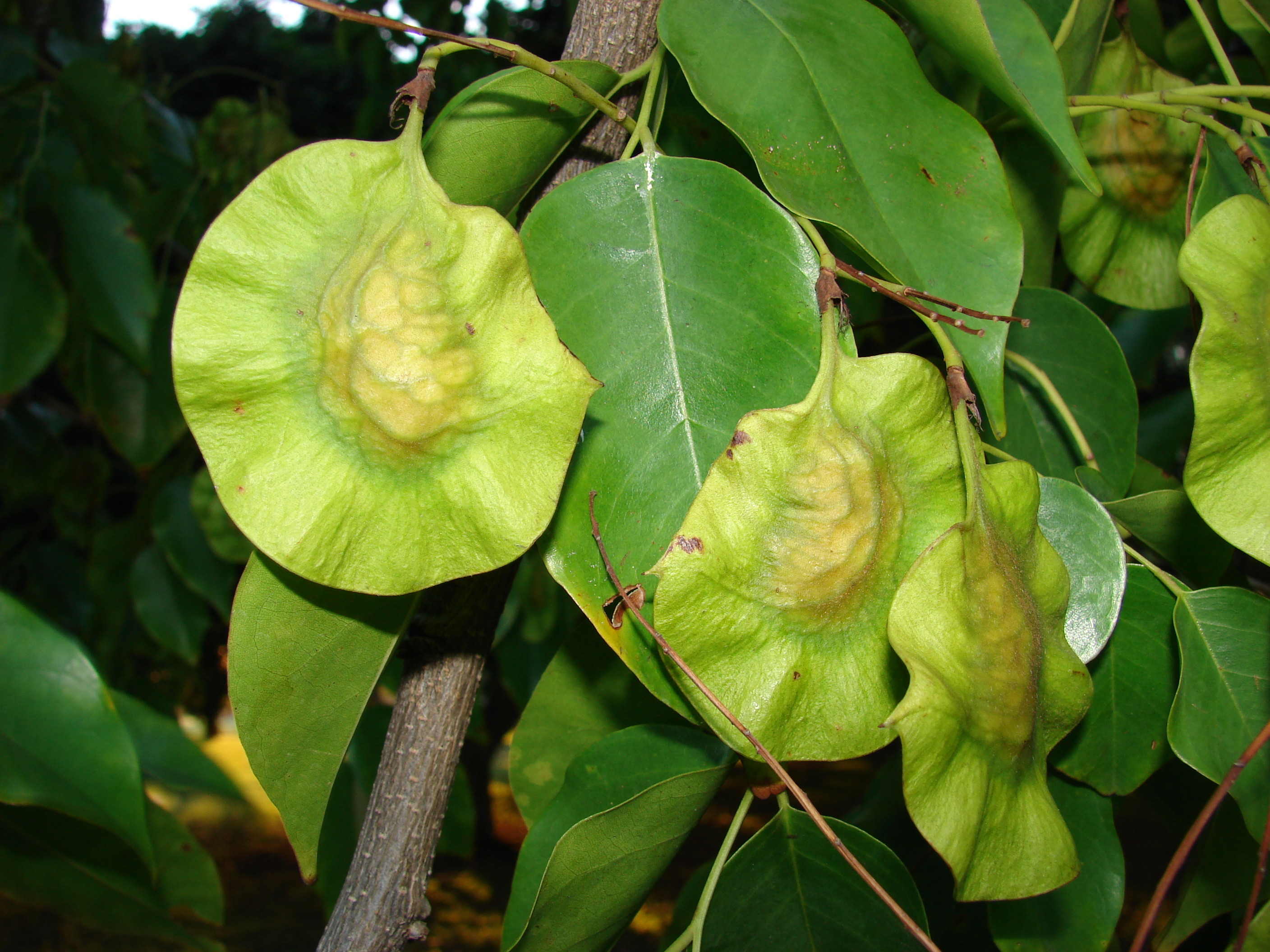
Junge Früchte von Pterocarpus indicus

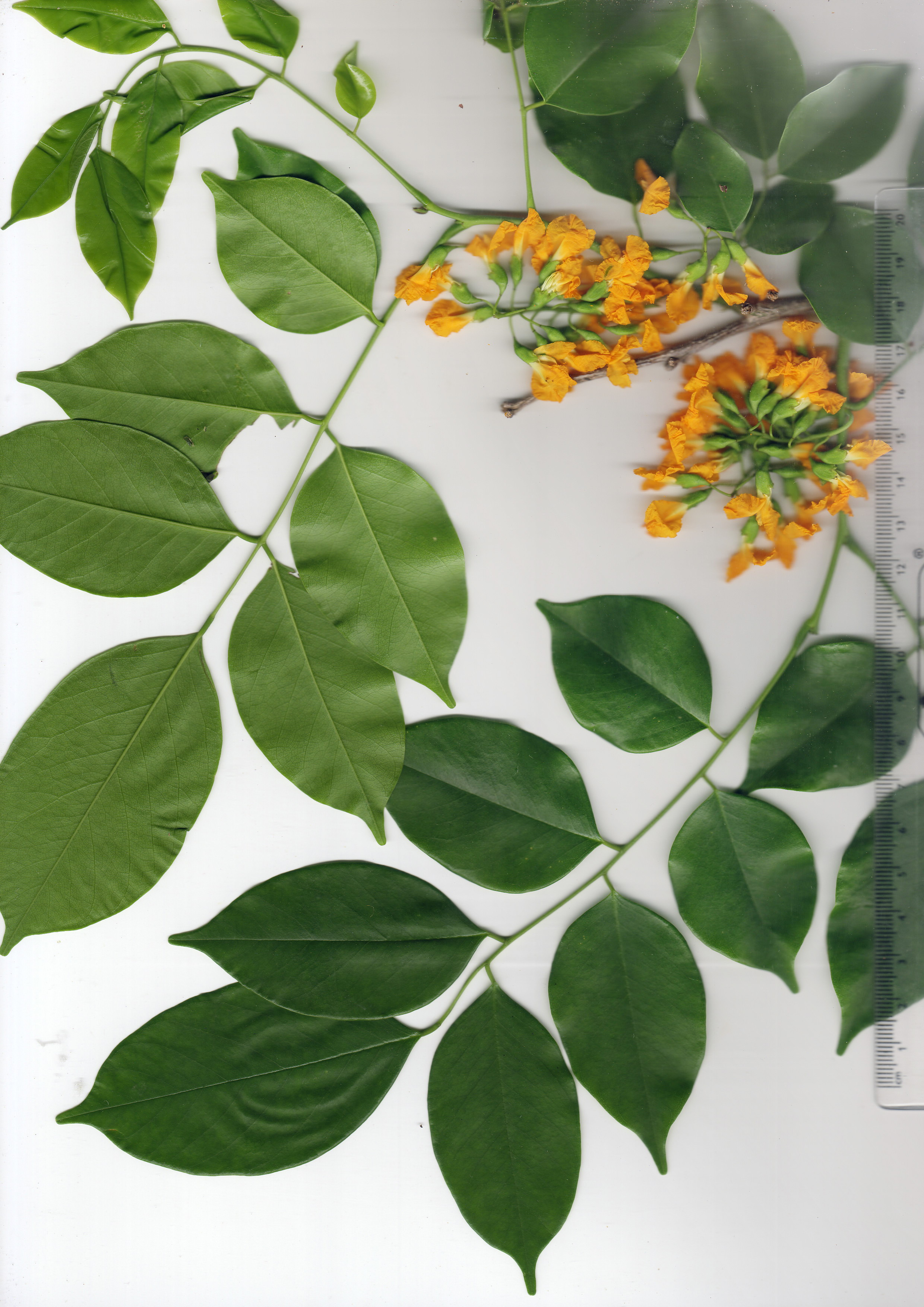
Laubblätter und Blütenstände von Pterocarpus macrocarpus

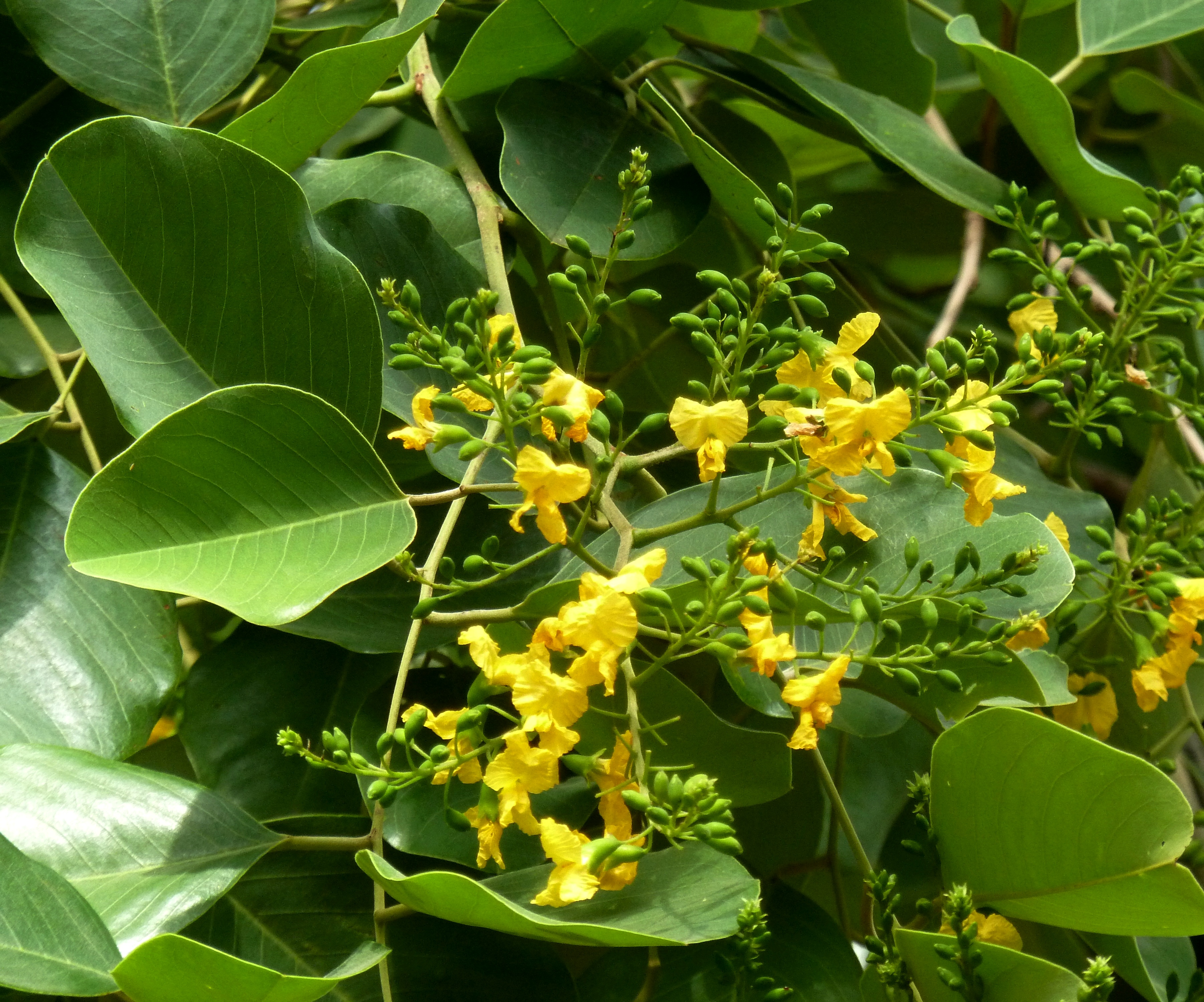
Blütenstände von Pterocarpus rotundifolius

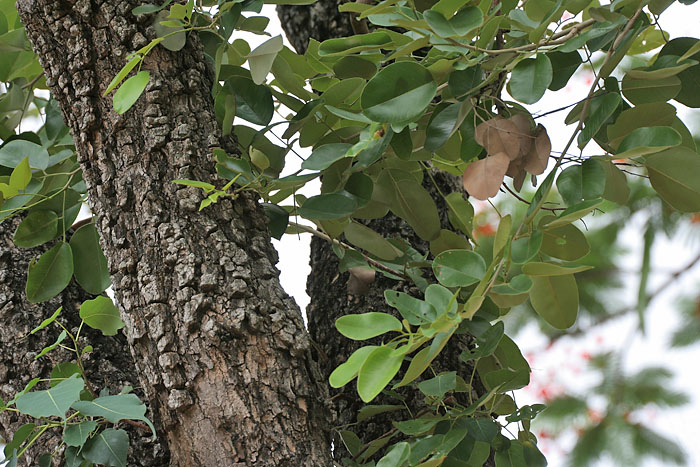
Laubblätter und Borke von Pterocarpus santalinus

## Systematik
Die Gattung Pterocarpus wurde 1763 durch Nikolaus Joseph von Jacquin in Selectarum stirpium Americanarum historia, ..., S. 283 aufgestellt. Der botanische Gattungsname Pterocarpus bedeutet „geflügelte Frucht“ und bezieht sich auf die ungewöhnliche Form der Hülsenfrüchte. Ein Synonym für Pterocarpus Jacq. ist Phellocarpus Benth.
Die Gattung Pterocarpus gehört zur Tribus Dalbergieae in der Unterfamilie der Faboideae innerhalb der Familie der Fabaceae.
Die Gattung Pterocarpus ist pantropisch verbreitet, wobei über die Hälfte in Afrika und Asien vorkommen. Die meisten Arten wachsen in den tropischen Regenwäldern; einige Arten sind auch in saisonalen Trockenwäldern, Sümpfen und Savannen anzutreffen.
Es gibt etwa 35 (25 bis 50) Pterocarpus-Arten:
- Pterocarpus acapulcensis Rose: Sie kommt in Mexiko, Guatemala, Honduras, Costa Rica, Panama, Kolumbien und Venezuela vor.[2]
- Pterocarpus albopubescens Hauman: Sie kommt in Zaire vor.[1]
- Pterocarpus amazonum (Benth.) Amshoff: Sie kommt in Kolumbien, Bolivien, Ecuador, Venezuela, Guayana, Brasilien und Peru vor.[2]
- Pterocarpus angolensis DC.: Sie kommt in Tansania, Angola, Mosambik, Malawi, Sambia, Simbabwe, im nördlichen Botswana, im nördlichen Namibia, in Eswatini, in Südafrika und in Zaire vor.[2]
- Pterocarpus antunesii (Taub.) Harms: Sie kommt in Angola, Sambia und Namibia vor.[2]
- Pterocarpus brenanii Barbosa & Torre: Sie kommt in Sambia vor.[2]
- Pterocarpus claessensii De Wild.: Sie kommt in Zaire vor.[1]
- Pterocarpus dalbergioides DC.: Sie kommt auf den Andamanen und Nikobaren vor.[2]
- Pterocarpus echinatus Pers.: Sie kommt nur auf den nördlichen Marianen vor.[1]
- Afrikanisches Sandelholz (Pterocarpus erinaceus Poir.): Sie ist in Savannen der Sudan- und Guineazone im tropischen Afrika verbreitet.
- Pterocarpus gilletii De Wild.: Sie kommt in Zaire vor.[1]
- Pterocarpus hockii De Wild.: Sie kommt in Zaire vor.[1]
- Pterocarpus homblei De Wild.: Sie kommt in Zaire vor.[1]
- Narrabaum (Pterocarpus indicus Willd.): Sie ist vorwiegend im tropischen Asien in Kambodscha, Thailand, Myanmar, Malaysia, Osttimor, auf Indonesien, den Philippinen, der Volksrepublik China und auf Japan sowie auf den pazifischen Inseln: Palau, Mikronesien und Vanuatu verbreitet.
- Pterocarpus lucens Lepr. ex Guill. & Perr.: Sie kommt im tropischen Afrika vor.[2]
- Pterocarpus macrocarpus Kurz: Sie kommt in Myanmar, Thailand, Kambodscha, Laos und Vietnam vor.[2]
- Pterocarpus marsupium Roxb.: Sie kommt in Indien und in Sri Lanka vor.[2]
- Pterocarpus mildbraedii Harms: Die etwa zwei Unterarten kommen im westlichen und im zentralen tropischen Afrika vor.[1]
- Pterocarpus mutondo De Wild.: Sie kommt in Zaire vor.[1]
- Amerikanischer oder Westindischer Drachenbaum, Drachenblutbaum (Pterocarpus officinalis Jacq.): Er kommt von Guatemala bis Brasilien und Venezuela und auf Inseln in der Karibik vor.[2]
- Pterocarpus orbiculatus DC.
- Pterocarpus osun Craib: Sie kommt in Nigeria, Kamerun, Gabun, Zaire, Congo und Äquatorialguinea vor.[2]
- Pterocarpus rohrii Vahl: Sie kommt von Mexiko bis Brasilien und Peru und auf Trinidad vor.[2]
- Pterocarpus rotundifolius (Sond.) Druce: Sie kommt in Tansania, Zaire, Angola, Mosambik, Malawi, Sambia, Simbabwe, Botswana, Namibia, Eswatini und Südafrika vor.[2]
- Pterocarpus santalinoides L’Hér. ex DC.: Sie kommt im westlich.-zentralen tropischen und im westlichen tropischen Afrika sowie ind Südamerika vor.[2]
- Rotes Sandelholz oder Rotsandelholzbaum, Padouk, Kaliaturholzbaum (Pterocarpus santalinus L. f.): Es kommt im südlichen Indien vor.[2]
- Afrikanisches Padouk (Pterocarpus soyauxii Taub.): Sie kommt in Angola, Nigeria und im westlich-zentralen tropischen Afrika vor.[2]
- Pterocarpus tessmannii Harms: Sie kommt in Gabun, in Zaire und in Äquatorial-Guinea vor.[1]
- Pterocarpus tinctorius Welw.: Sie kommt vom Kongogebiet bis Tansania und im südlichen tropischen Afrika vor.[1]
- Pterocarpus velutinus De Wild.: Sie kommt in der Demokratischen Republik Kongo vor.[1]
- Pterocarpus villosus (Benth.) Benth.: Sie kommt in Brasilien vor.[1]
- Pterocarpus violaceus Vogel: Sie kommt im östlichen Brasilien vor.[2]
- Pterocarpus zehntneri Harms: Sie kommt im östlichen Brasilien vor.[1]
- Pterocarpus zenkeri Harms: Sie kommt in Kamerun vor.[1]

Folgende Arten werden bei einigen Autoren nicht mehr dieser Gattung zugeordnet:
- Pterocarpus australis Endl. → Callerya australis (Endl.) Schot
- Pterocarpus cultratus Vell. → Lonchocarpus cultratus (Vell.) A.M.G.Azevedo & H.C.Lima
- Pterocarpus falcatus Vell. → Poecilanthe falcata (Vell.) Heringer
- Pterocarpus frutescens Vell. → Dalbergia frutescens (Vell.) Britton
- Pterocarpus gummifera Bertero ex DC. → Ateleia gummifera (Bertero ex DC.) D.Dietr.
- Pterocarpus lunatus L. f. → Machaerium lunatum (L. f.) Ducke
- Pterocarpus niger Vell. → Dalbergia nigra (Vell.) Allemão ex Benth.

## Nutzung

Holz
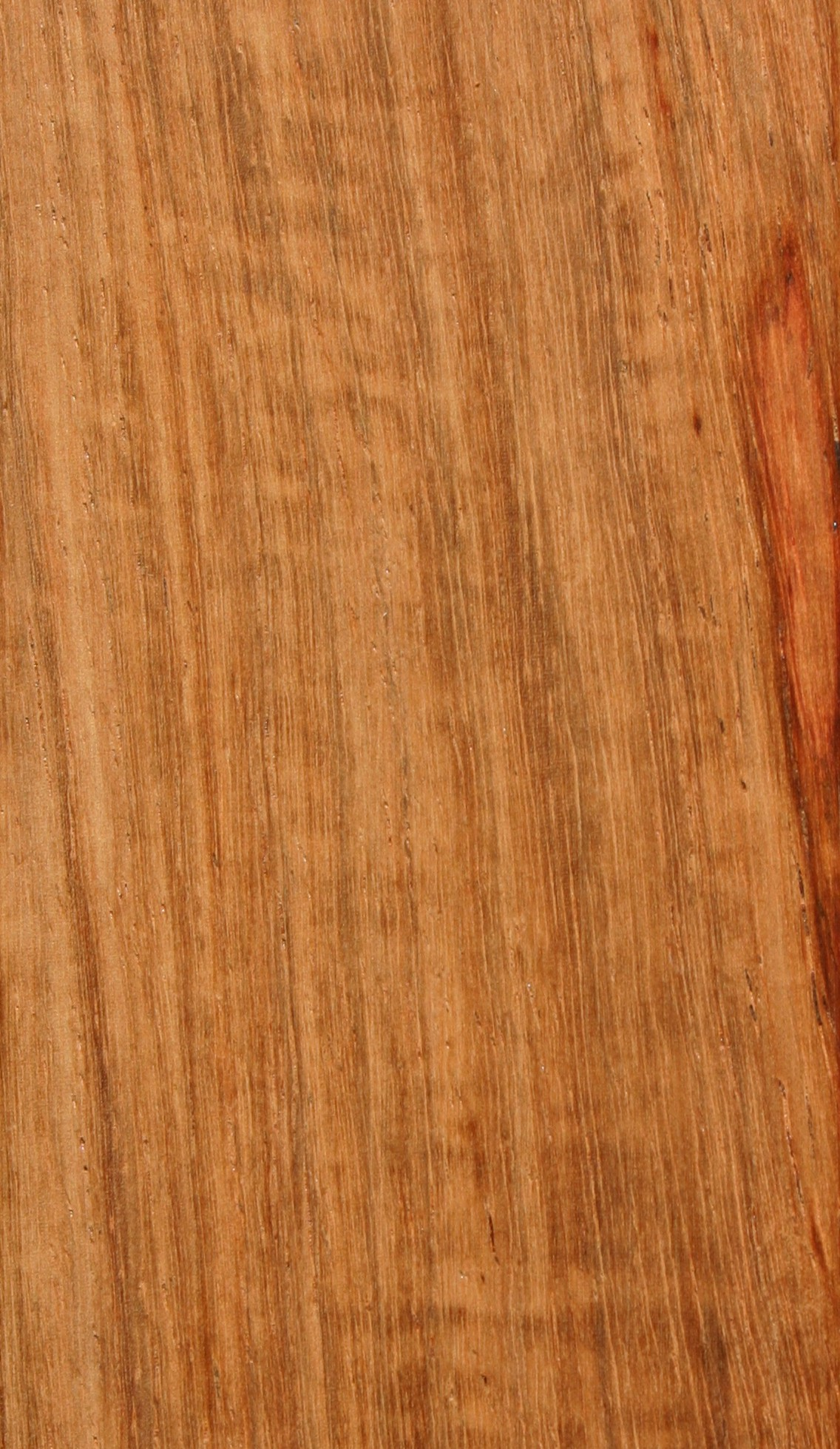
Muninga oder Afrikanisches Padouk (Pterocarpus angolensis)
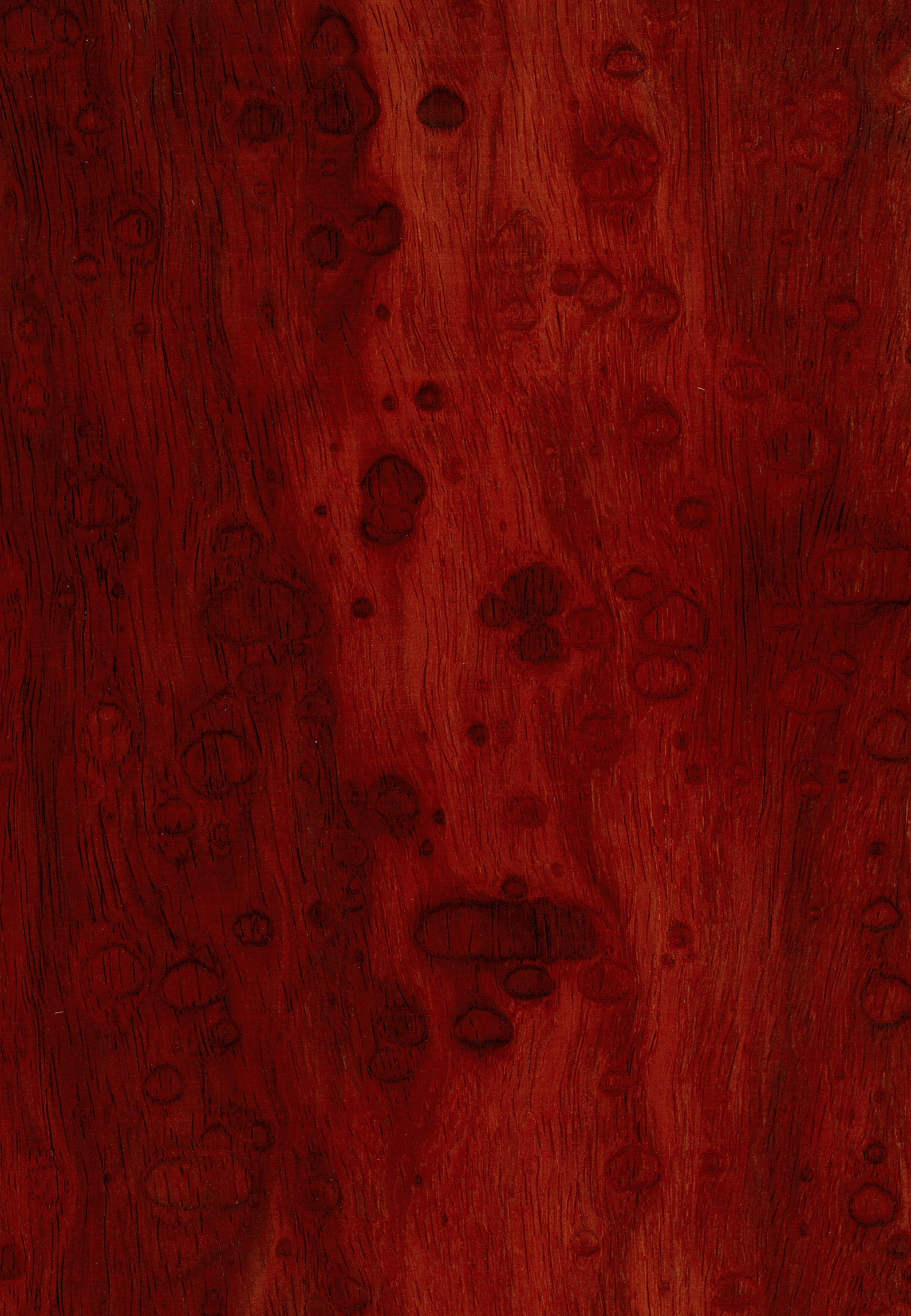
Zitan oder Manila-Padouk, Narrabaum (Pterocarpus indicus)
Rotes Sandelholz (Pterocarpus santalinum)

Einige Pterocarpus-Arten sind wirtschaftlich wichtige Nutzhölzer. Ihr Holz wird vor allem für den Musikinstrumentenbau, die Furnier- und Möbelherstellung verwendet. Beispiele sind die aus Südostasien stammenden Zitan oder Manila-Padouk, Narrabaum (Pterocarpus indicus) und Burma-Padouk (Pterocarpus macrocarpus); die afrikanischen Arten Muninga oder Afrikanisches Padouk (Pterocarpus angolensis) und Afrikanisches Padouk oder Korallenholz (Pterocarpus soyauxii).
Die Rinden-Inhaltsstoffe (Flavonoide) von Malabarkino (Pterocarpus marsupium) aus Südindien hatten früher pharmazeutische Bedeutung.
Aus dem in Mittelamerika beheimateten Drachenblutbaum, palo de sangre (Pterocarpus officinalis) wird eine weitere Kinoart, ein Drachenblutharz gewonnen, das wegen seiner blutstillenden Wirkung medizinische Bedeutung hat. Es wurden auch noch aus Pterocarpus angolensis, Pterocarpus erinaceus sog. Afrikanisches Kino hergestellt.